# Кубок Шотландії з футболу 2020—2021
Кубок Шотландії з футболу 2020–2021 — 136-й розіграш кубкового футбольного турніру у Шотландії. Титул вдруге здобув Сент-Джонстон.

## Календар
| Раунд                   | Дата                           | Матчі | Клуби    |
| ----------------------- | ------------------------------ | ----- | -------- |
| Перший попередній раунд | 28 листопада 2020              | 2     | 100 → 98 |
| Другий попередній раунд | 12-21 грудня 2020              | 26    | 98 → 72  |
| Перший раунд            | 26 грудня 2020 - 11 січня 2021 | 20    | 72 → 52  |
| Другий раунд            | 8 січня - 23 березня 2021      | 20    | 52 → 32  |
| 1/16 фіналу             | 2-5 квітня 2021                | 16    | 32 → 16  |
| 1/8 фіналу              | 16-18 квітня 2021              | 8     | 16 → 8   |
| 1/4 фіналу              | 24-26 квітня 2021              | 4     | 8 → 4    |
| 1/2 фіналу              | 8-9 травня 2021                | 2     | 4 → 2    |
| Фінал                   | 22 травня 2021                 | 1     | 2 → 1    |

## 1/16 фіналу
| Команда 1              | Рахунок      | Команда 2                     |
| ---------------------- | ------------ | ----------------------------- |
| 2 квітня 2021          |              |                               |
| Росс Каунті            | 1:3          | Інвернесс Каледоніан Тісл (2) |
| 3 квітня 2021          |              |                               |
| Данді Юнайтед          | 2:1          | Партік Тісл (3)               |
| Данді (2)              | 0:1          | Сент-Джонстон                 |
| Іст Файф (3)           | 1:2 дч       | Грінок Мортон (2)             |
| Ейр Юнайтед (2)        | 0:1          | Клайд (3)                     |
| Форфар Атлетік (3)     | 2:2 пен. 5:3 | Единбург Сіті (4)             |
| Фрейзербург (5)        | 2:4          | Монтроз (3)                   |
| Формартайн Юнайтед (5) | 0:5          | Мотервелл                     |
| Гамільтон Академікал   | 0:3          | Сент-Міррен                   |
| Лівінгстон             | 2:1 дч       | Рейт Роверз (2)               |
| Стенхаузмур (4)        | 0:3          | Кілмарнок                     |
| Брура Рейнджерс (5)    | 1:3 дч       | Странрар (4)                  |
| Дамбартон (3)          | 0:1          | Абердин                       |
| Селтік                 | 3:0          | Фолкерк (3)                   |
| 4 квітня 2021          |              |                               |
| Рейнджерс              | 4:0          | Коув Рейнджерс (3)            |
| 5 квітня 2021          |              |                               |
| Квін оф зе Саут (2)    | 1:3          | Гіберніан                     |

## 1/8 фіналу
| Команда 1          | Рахунок      | Команда 2                     |
| ------------------ | ------------ | ----------------------------- |
| 16 квітня 2021     |              |                               |
| Сент-Міррен        | 2:1          | Інвернесс Каледоніан Тісл (2) |
| Мотервелл          | 1:1 пен. 5:3 | Грінок Мортон (2)             |
| Форфар Атлетік (3) | 0:1          | Данді Юнайтед                 |
| 17 квітня 2021     |              |                               |
| Сент-Джонстон      | 2:0          | Клайд (3)                     |
| Кілмарнок          | 3:1          | Монтроз (3)                   |
| Абердин            | 2:2 пен. 5:3 | Лівінгстон                    |
| 18 квітня 2021     |              |                               |
| Странрар (4)       | 0:4          | Гіберніан                     |
| Рейнджерс          | 2:0          | Селтік                        |

## 1/4 фіналу
| Команда 1      | Рахунок      | Команда 2     |
| -------------- | ------------ | ------------- |
| 24 квітня 2021 |              |               |
| Гіберніан      | 2:2 пен. 4:2 | Мотервелл     |
| 25 квітня 2021 |              |               |
| Абердин        | 0:3          | Данді Юнайтед |
| Рейнджерс      | 1:1 пен. 2:4 | Сент-Джонстон |
| 26 квітня 2021 |              |               |
| Кілмарнок      | 3:3 пен. 4:5 | Сент-Міррен   |

## 1/2 фіналу
| Команда 1     | Рахунок | Команда 2     |
| ------------- | ------- | ------------- |
| 8 травня 2021 |         |               |
| Данді Юнайтед | 0:2     | Гіберніан     |
| 9 травня 2021 |         |               |
| Сент-Міррен   | 1:2     | Сент-Джонстон |

## Фінал
| 22 травня 2021 16:00 (EEST) |

| Гіберніан | 0:1      | Сент-Джонстон |
| --------- | -------- | ------------- |
|           | Протокол | Руні 32'      |

| Гемпден-Парк, Глазго Арбітр: Нік Волш |